# Alfréd Sasko-Kobursko-Gothajský
Alfréd (Alfred Ernest Albert; 6. srpna 1844 – 30. července 1900) byl v letech 1893 až 1900 suverénní vévoda ze Sasko-Kobursko-Gothajska. Byl druhým synem a čtvrtým dítětem královny Viktorie a prince Alberta. Od roku 1866 byl znám jako vévoda z Edinburghu, dokud nenastoupil po svém strýci z otcovy strany Arnoštovi II. na trůn jako vládnoucí vévoda ze Sasko-Kobursko-Gothajska v Německém císařství.

## Původ a mládí

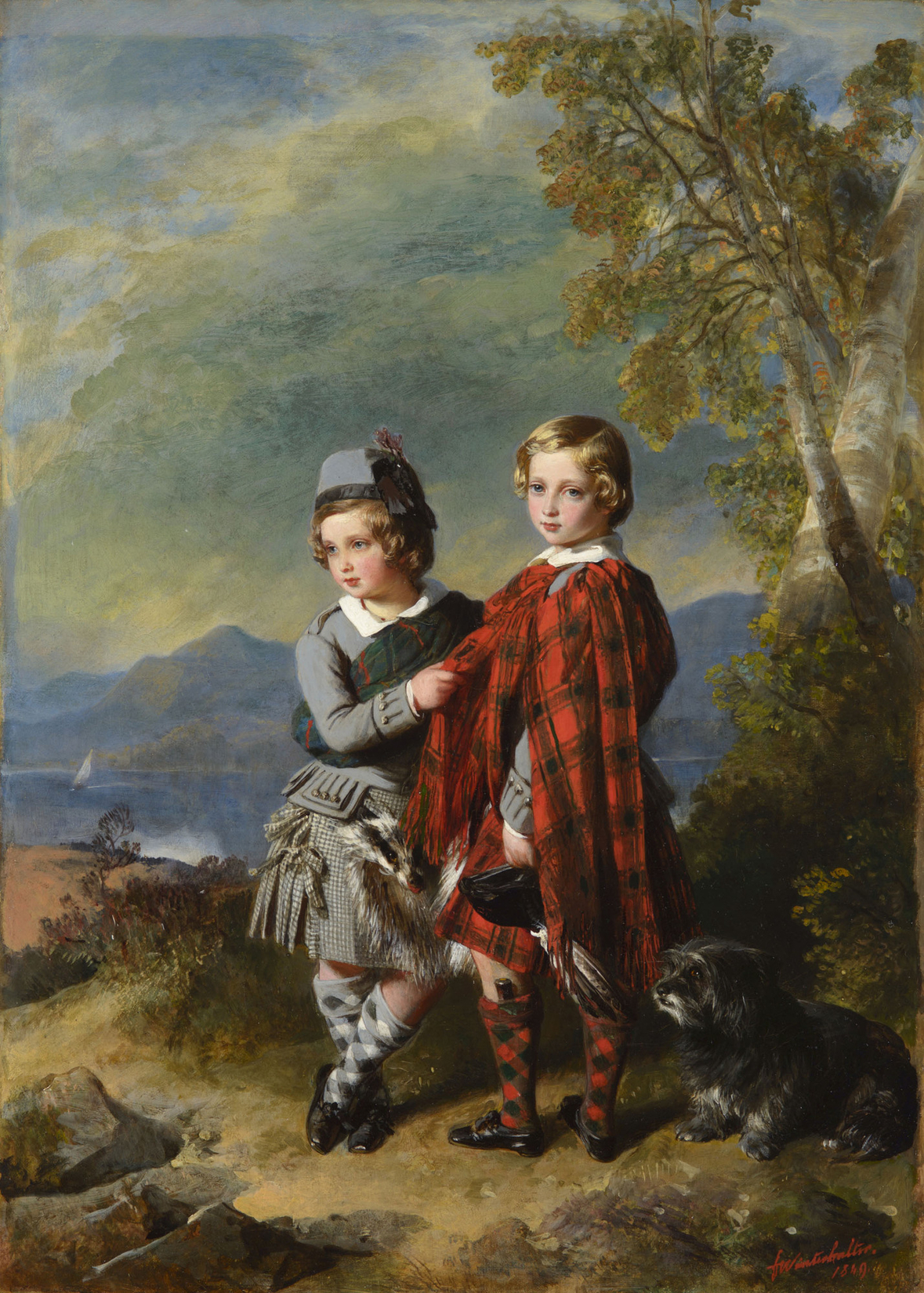
Princ Alfréd (vlevo) se svým starším bratrem Albertem Eduardem, princem z Walesu, na portrétu Franze Xavera Winterhaltera, 1849

Princ Alfréd se narodil 6. srpna 1844 na hradě Windsor vládnoucí britské panovnici královně Viktorii a jejímu manželovi princi Albertovi, druhému synovi Arnošta I., vévody Sasko-Kobursko-Gothajského. Přezdívalo se mu ,,Affie" a byl druhý v nástupnické linii na britský trůn za svým starším bratrem Albertem Eduardem, princem z Walesu.
Alfréd byl pokřtěn arcibiskupem z Canterbury Williamem Howleyem v soukromé kapli na hradě Windsor 6. září 1844. Jeho kmotry byli matčin bratranec z prvního kolena, princ Jiří z Cambridge (zastoupený jeho otcem, vévodou z Cambridge), teta z otcovy strany, vévodkyně Sasko-Kobursko-Gothajská (zastoupená Alfrédovou babičkou z matčiny strany, vévodkyní z Kentu), a strýc z matčiny strany, princ z Leiningenu (zastoupený vévodou z Wellingtonu).
Alfréd zůstal druhým v pořadí na britský trůn od svého narození až do ledna 1864, kdy se jeho staršímu bratrovi Albertu Eduardovi a švagrové Alexandře narodilo první dítě, princ Albert Viktor. Alfréd se stal třetím v pořadí na trůn, a protože Albert Eduard a Alexandra měli i nadále děti, byl Alfréd v pořadí následnictví dále degradován.

## Námořní kariéra
V roce 1856, když dosáhl věku 12 let, bylo rozhodnuto, že princ Alfréd vstoupí v souladu se svým přáním do královského námořnictva. Bylo mu přiděleno samostatné zařízení, jehož guvernérem byl poručík J. C. Cowell. V červenci 1858 složil zvláštní přijímací zkoušku a ve 14 letech byl jmenován námořním kadetem na lodi HMS Euryalus.
V červenci 1860, kdy byl na této lodi, Alfréd vykonal oficiální návštěvu Kapské kolonie a udělal velmi příznivý dojem jak na kolonisty, tak na domorodé náčelníky. Zúčastnil se lovu v Hartebeeste-Hoek, jehož výsledkem bylo poražení velkého množství zvěře.
Po vyhnání řeckého krále Otty v roce 1862 byl princ Alfréd vybrán jako jeho nástupce, ale britská vláda zatrhla plány na jeho nástup na řecký trůn, zejména kvůli odporu královny vůči této myšlence. Ta se svým zesnulým manželem plánovala jeho nástupnictví v Sasko-kobursko-gothajském vévodství.
Princ Alfréd zůstal u námořnictva, 24. února 1863 byl povýšen na poručíka a sloužil pod svým bratrancem hrabětem Gleichenem na HMS Racoon. Gleichenův syn vzpomínal na svého otce, že princ, ačkoli se jako námořník dobře formoval, měl v té době poněkud svéhlavou povahu a jeho povznesená nálada ho nejednou přivedla do menších potíží s úřady. 23. února 1866 byl povýšen na kapitána a v lednu 1867 byl jmenován velitelem HMS Galatea. 

## Vévoda z Edinburghu

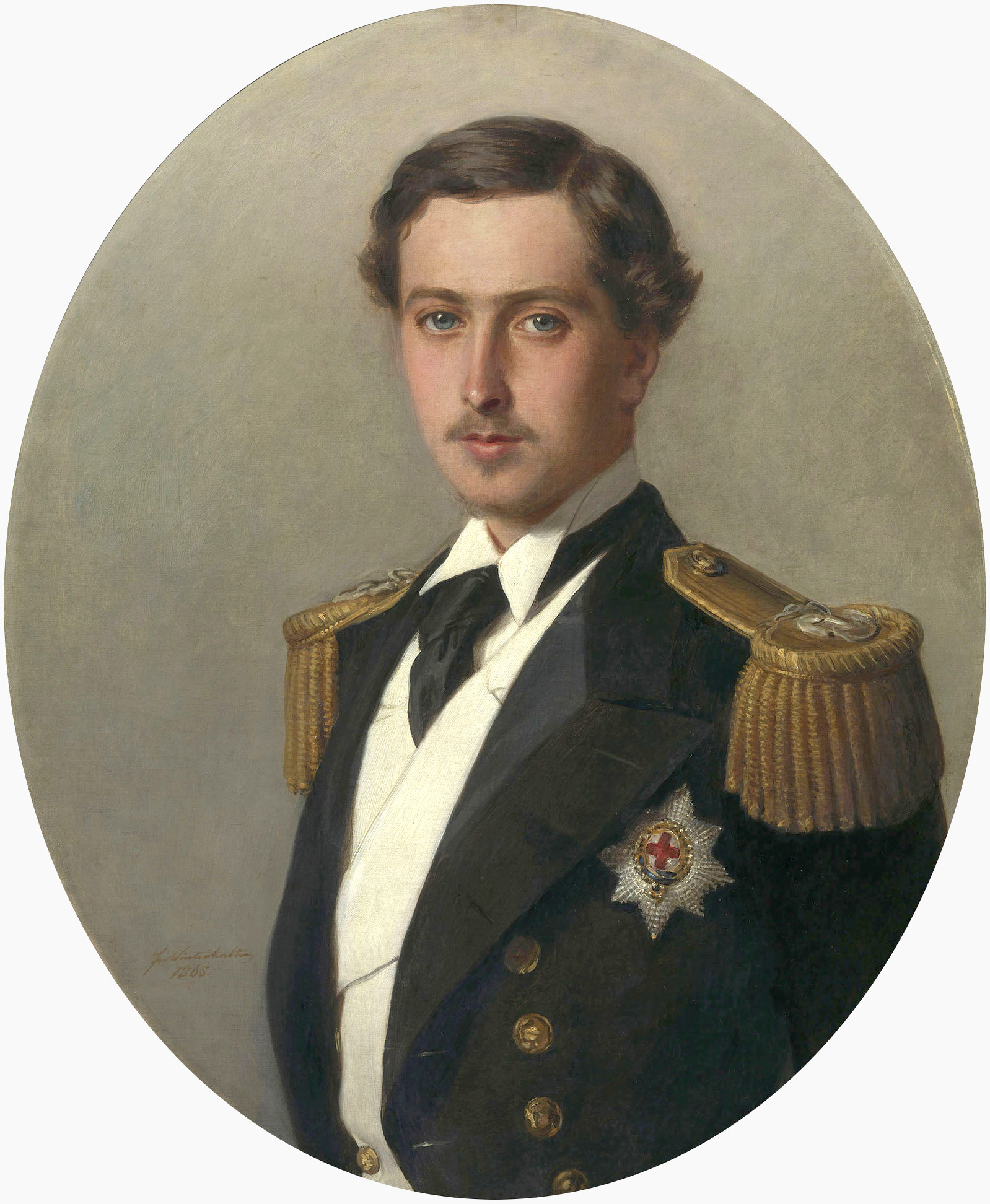
Princ Alfréd na portrétu Franze Xavera Winterhaltera, 1865

V rámci královniných narozeninových poct 24. května 1866 byl Alfréd jmenován vévodou z Edinburghu, hrabětem z Ulsteru a hrabětem z Kentu a parlament mu udělil rentu ve výši 15 000 liber. Do Sněmovny lordů usedl 8. června.
Ještě jako velitel lodi Galatea se vévoda z Edinburghu vydal 24. ledna 1867 z Plymouthu na cestu kolem světa. Dne 7. června 1867 opustil Gibraltar, 24. července dosáhl mysu Dobré naděje, 5. srpna 1867 ostrova Tristan da Cunha a 24. srpna 1867 vykonal královskou návštěvu Kapského Města poté, co chvíli předtím doplul do Simon's Town. Dne 31. října 1867 se vylodil v Glenelgu v Jižní Austrálii.
Alfréd byl prvním členem královské rodiny, který navštívil Austrálii, a byl přijat s velkým nadšením. Během svého téměř pětiměsíčního pobytu navštívil Adelaide, Melbourne, Sydney, Brisbane a Tasmánii. Na jeho počest bylo pojmenováno několik institucí, včetně Prince Alfred College, The Alfred Hospital a Royal Prince Alfred Hospital.
Při své druhé návštěvě Sydney 12. března 1868 byl Alfred pozván sirem Williamem Manningem, prezidentem Domova námořníků v Sydney, na piknik na pobřežním předměstí Clontarf, aby získal finanční prostředky pro tento domov. Na této akci byl zraněn do zad revolverem, který vystřelil Henry James O'Farrell. Výstřel, vypálený z bezprostřední blízkosti, se odrazil od jedné z kovových spon na Alfredových kalhotových kšandách a jen těsně minul páteř. Následující dva týdny se o něj staralo šest ošetřovatelek vyškolených Florence Nightingaleovou a vedených matronou Lucy Osburnovou, která právě přijela do Austrálie v únoru 1868.
Při prudkém zápase, během něhož byl Alfréd postřelen, se Williamu Vialovi podařilo O'Farrellovi zbraň vytrhnout, dokud mu nepomohli kolemjdoucí. Vial pomáhal organizovat piknik na počest vévodovy návštěvy a za zajištění Alfrédova života dostal zlaté hodinky. Další přihlížející, George Thorne, byl O'Farrellovým druhým výstřelem zraněn do nohy. O'Farrell byl na místě činu zatčen, následně souzen a nakonec 21. dubna 1868 oběšen.
Alfréd se brzy zotavil ze zranění a počátkem dubna 1868 se mohl vrátit domů. Na Spithead dorazil 26. června 1868, po sedmnáctiměsíční nepřítomnosti.
V roce 1869 Alfréd navštívil Havaj a strávil tam nějaký čas s královskou rodinou. Byl také prvním členem královské rodiny, který navštívil Nový Zéland, kam dorazil v roce 1869 na lodi HMS Galatea, kde strávil měsíc života ve městě Pakuranga. stal se také prvním evropským princem, který navštívil Japonsko, a 4. září 1869 byl přijat na audienci u dospívajícího císaře Meidžiho v Tokiu.
Další vévodova cesta vedla do Indie, kam dorazil v prosinci 1869, a na Cejlon (dnešní Srí Lanku), který navštívil v následujícím roce. V obou zemích a v Hongkongu, který cestou navštívil, byl prvním britským princem, který do země vkročil. Domorodí indičtí vládci se během tříměsíčního pobytu předháněli ve velkoleposti svých zábav. Na Cejlonu mu na žádost Britů uspořádal Charles Henry de Soysa, nejbohatší muž Cejlonu, recepci ve své soukromé rezidenci, která byla následně s jeho svolením přejmenována na Alfred House. Alfréd údajně jedl ze zlatých talířů se zlatými příbory vykládanými drahokamy.

## Manželství

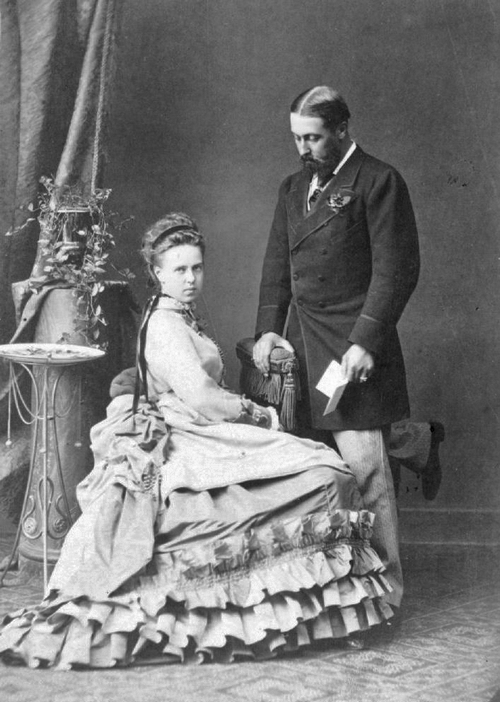
Zásnubní fotografie prince Alfréda a ruské velkokněžny Marie Alexandrovny, 1873

V roce 1862 napsala královna Viktorie své dceři Viktorii, že si přeje, aby se Alfréd oženil s dánskou princeznou Dagmar. Rozhodla se však, že sňatek odmítne, protože Německo se na Dánsko zlobilo kvůli sporným územím Šlesvicka-Holštýnska, zejména proto, že Alfréd byl dědicem Coburgu. Dagmar byla původně zasnoubena s carevičem Nikolajem, ten však 22. dubna 1865 zemřel v přítomnosti svých rodičů, bratrů a Dagmar. Jeho posledním přáním bylo, aby si Dagmar vzala jeho mladšího bratra, budoucího Alexandra III. Alexandr a Dagmar se skutečně vzali, a proto se stala ruskou carevnou.
Královna také zvažovala jako potenciální manželku pro Alfréda ruskou velkokněžnu Olgu Konstantinovnu, která si však v roce 1867 vzala řeckého krále Jiřího I.
23. ledna 1874 se vévoda z Edinburghu v Zimním paláci v Petrohradě oženil s Marií Alexandrovnou, druhou (a jedinou žijící) dcerou ruského cara Alexandra II. a jeho první manželky princezny Marie Hesenské, dcery Ludvíka II., velkovévody Hesenského, a princezny Vilemíny Bádenské. Na památku této události vyrobilo anglické pekařství Peek Freans dnes mezinárodně populární sušenku Marie, na jejíž horní straně bylo vytištěno jméno vévodkyně.
Vévoda a vévodkyně z Edinburghu 12. března veřejně vstoupili do Londýna. Sňatek však nebyl šťastný a nevěsta byla londýnskou společností považována za povýšenou. S překvapením zjistila, že musí ustoupit přednostně princezně z Walesu a všem dcerám královny Viktorie, a požadovala, aby měla přednost před princeznou z Walesu (budoucí královnou Alexandrou), protože rodinu princezny z Walesu (dánskou královskou rodinu) považovala za podřadnou vůči své vlastní. Královna Viktorie tento požadavek odmítla, přesto jí udělila přednost hned po princezně z Walesu. Její otec jí dal jako věno tehdy závratnou částku 100 000 liber a k tomu roční příspěvek 32 000 liber.
Z manželství se narodilo šest dětí, čtyři dcery a dva synové.
- Alfréd Alexandr Vilém Ernest Albert (15. října 1874 – 6. února 1899), spáchal sebevraždu
- Marie Alexandra Viktorie (29. října 1875 – 18. července 1938), ⚭ 1893 Ferdinand I. Rumunský (24. srpna 1865 – 20. července 1927), rumunský král od roku 1914 až do své smrti
- Viktorie Melita (25. listopadu 1876 – 2. března 1936)
⚭ 1894 Arnošt Ludvík Hesenský (25. listopadu 1868 – 9. října 1937), hesenský vekovévoda, manželé se rozvedli v roce 1901
⚭ 1905 Kirill Vladimirovič Ruský (12. října 1876 – 12. října 1938), ruský velkokníže
- Alexandra Luisa Olga Viktorie (1. září 1878 – 16. dubna 1942), ⚭ 1896 Arnošt II. Hohenlohe-Langenburský (13. září 1863 – 11. prosince 1950), kníže z Hohenlohe-Langenburgu a v letech 1900 až 1905 regent Sasko-kobursko-gothajského vévodství
- mrtvě narozený syn (*/† 13. října 1879)
- Beatrix Leopoldina Viktorie (20. dubna 1884 – 13. července 1966), ⚭ 1909 Alfonso z Galliery (12. listopadu 1886 – 6. srpna 1975), vévoda z Galliery

Alfréd byl několik let na Maltě, kde se mu v roce 1876 narodilo třetí dítě, Viktorie Melita. Následně byl Alfred po návratu do Londýna povýšen na kontradmirála. Dne 10. listopadu 1882 se stal viceadmirálem a 18. října 1887 admirálem. Dne 3. června 1893 získal hodnost admirála floty (Admiral of the Fleet).

## Vévoda Sasko-Kobursko-Gothajský

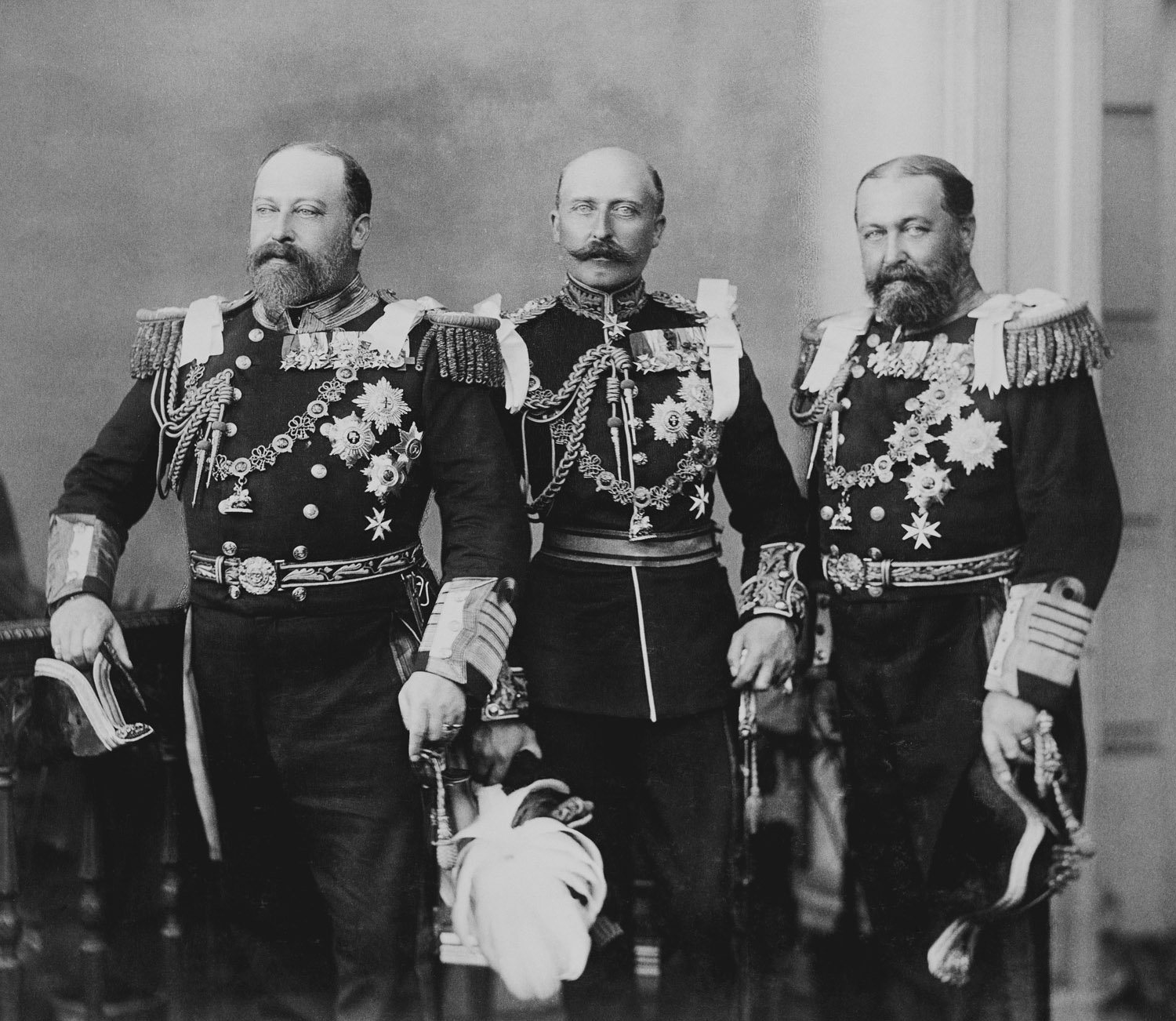
Princ Alfréd (vpravo), se svými bratry Albertem Eduardem (vlevo) a Arturem (uprostřed), 1893

Po smrti jeho strýce Arnošta II., vévody Sasko-Koburko-Gothajského, 22. srpna 1893 připadlo vévodství vévodovi z Edinburghu, protože jeho starší bratr, princ z Walesu, se před svatbou vzdal práva na nástupnictví. Alfréd se poté vzdal britského příspěvku ve výši 15 000 liber ročně a křesel ve Sněmovně lordů a Tajné radě, ale ponechal si 10 000 liber, které mu byly poskytnuty při sňatku, aby si mohl udržovat Clarence House jako svou londýnskou rezidenci. Zpočátku byl ve vévodství považován za „cizince“ s jistým chladem, postupně si však získal popularitu. Do své smrti v roce 1900 si získal všeobecně dobré mínění svých poddaných.
Jediný syn Alfréda a Marie, Alfréd, dědičný princ ze Sasko-Kobursko-Gothajska, se zapletl do skandálu se svou milenkou a v lednu 1899, uprostřed oslav pětadvacátého výročí svatby svých rodičů na zámku Friedenstein v Gothě, se zřejmě zastřelil. Přežil a jeho matka ho v rozpacích poslala na zotavenou do Merana. Tam však o dva týdny později, 6. února, zemřel. Jeho otec byl zdrcen.

## Smrt
Alfréd zemřel 30. července 1900 na rakovinu hrdla v domku v sousedství zámku Rosenau, vévodské letní rezidence severně od Coburgu. Byl pohřben v mauzoleu vévodské rodiny ve Friedhofu am Glockenberg v Coburgu. Vzhledem k tomu, že jeho mladší bratr, princ Artur, vévoda z Connaughtu a Strathearnu, a synovec princ Artur se vzdali svých nástupnických práv na vévodský trůn, nastoupil po Alfrédovi jeho synovec, princ Karel Eduard, vévoda z Albany (1884-1954), posmrtný syn jeho nejmladšího bratra, prince Leopolda, vévody z Albany.
Jeho matka, královna Viktorie, zemřela o šest měsíců později. Viktorie věnovala Alfrédovi památník v podobě keltského kříže v areálu zámku Balmoral, který byl vztyčen krátce před její smrtí.
Alfréd byl vášnivým sběratelem skla a keramiky a po jeho smrti věnovala Marie jeho sbírku v hodnotě půl milionu marek Veste Coburg, obrovské pevnosti na vrcholu kopce nad Coburgem.

## Vývod z předků
|                                 |                                      |  |                             |                                              |  |  |  |  |  |  |  | Arnošt Fridrich Sasko-Kobursko-Saalfeldský |
|                                 |                                      |  |                             |                                              |  |  |  |  |  |  |  |                                            |
|                                 | František Sasko-Kobursko-Saalfeldský |  |                             |                                              |  |  |  |  |  |  |  |                                            |
|                                 |                                      |  |                             |                                              |  |  |  |  |  |  |  |                                            |
|                                 |                                      |  |                             | Žofie Antonie Brunšvicko-Wolfenbüttelská     |  |  |  |  |  |  |  |                                            |
|                                 |                                      |  |                             |                                              |  |  |  |  |  |  |  |                                            |
|                                 | Arnošt I. Sasko-Kobursko-Gothajský   |  |                             |                                              |  |  |  |  |  |  |  |                                            |
|                                 |                                      |  |                             |                                              |  |  |  |  |  |  |  |                                            |
|                                 |                                      |  |                             | Jindřich XXIV. Reuss-Ebersdorf               |  |  |  |  |  |  |  |                                            |
|                                 |                                      |  |                             |                                              |  |  |  |  |  |  |  |                                            |
|                                 | Augusta Reuss Ebersdorf              |  |                             |                                              |  |  |  |  |  |  |  |                                            |
|                                 |                                      |  |                             |                                              |  |  |  |  |  |  |  |                                            |
|                                 |                                      |  |                             | Karolina Ernestina Erbašsko-Schönberská      |  |  |  |  |  |  |  |                                            |
|                                 |                                      |  |                             |                                              |  |  |  |  |  |  |  |                                            |
|                                 | Albert Sasko-Kobursko-Gothajský      |  |                             |                                              |  |  |  |  |  |  |  |                                            |
|                                 |                                      |  |                             |                                              |  |  |  |  |  |  |  |                                            |
|                                 |                                      |  |                             | Arnošt II. Sasko-Gothajsko-Altenburský       |  |  |  |  |  |  |  |                                            |
|                                 |                                      |  |                             |                                              |  |  |  |  |  |  |  |                                            |
|                                 | Augustus Sasko-Gothajsko-Altenburský |  |                             |                                              |  |  |  |  |  |  |  |                                            |
|                                 |                                      |  |                             |                                              |  |  |  |  |  |  |  |                                            |
|                                 |                                      |  |                             | Šarlota Sasko-Meiningenská                   |  |  |  |  |  |  |  |                                            |
|                                 |                                      |  |                             |                                              |  |  |  |  |  |  |  |                                            |
|                                 | Luisa Sasko-Gothajsko-Altenburská    |  |                             |                                              |  |  |  |  |  |  |  |                                            |
|                                 |                                      |  |                             |                                              |  |  |  |  |  |  |  |                                            |
|                                 |                                      |  |                             | Fridrich František I. Meklenbursko-Zvěřínský |  |  |  |  |  |  |  |                                            |
|                                 |                                      |  |                             |                                              |  |  |  |  |  |  |  |                                            |
|                                 | Luisa Šarlota Meklenbursko-Zvěřínská |  |                             |                                              |  |  |  |  |  |  |  |                                            |
|                                 |                                      |  |                             |                                              |  |  |  |  |  |  |  |                                            |
|                                 |                                      |  |                             | Luisa Sasko-Gothajsko-Altenburská            |  |  |  |  |  |  |  |                                            |
|                                 |                                      |  |                             |                                              |  |  |  |  |  |  |  |                                            |
| Alfréd Sasko-Kobursko-Gothajský |                                      |  |                             |                                              |  |  |  |  |  |  |  |                                            |
|                                 |                                      |  |                             |                                              |  |  |  |  |  |  |  |                                            |
|                                 |                                      |  | Frederik Ludvík Hannoverský |                                              |  |  |  |  |  |  |  |                                            |
|                                 |                                      |  |                             |                                              |  |  |  |  |  |  |  |                                            |
|                                 | Jiří III.                            |  |                             |                                              |  |  |  |  |  |  |  |                                            |
|                                 |                                      |  |                             |                                              |  |  |  |  |  |  |  |                                            |
|                                 |                                      |  |                             | Augusta Sasko-Gothajská                      |  |  |  |  |  |  |  |                                            |
|                                 |                                      |  |                             |                                              |  |  |  |  |  |  |  |                                            |
|                                 | Eduard August Hannoverský            |  |                             |                                              |  |  |  |  |  |  |  |                                            |
|                                 |                                      |  |                             |                                              |  |  |  |  |  |  |  |                                            |
|                                 |                                      |  |                             | Karel Ludvík Fridrich Meklenbursko-Střelický |  |  |  |  |  |  |  |                                            |
|                                 |                                      |  |                             |                                              |  |  |  |  |  |  |  |                                            |
|                                 | Šarlota Meklenbursko-Střelická       |  |                             |                                              |  |  |  |  |  |  |  |                                            |
|                                 |                                      |  |                             |                                              |  |  |  |  |  |  |  |                                            |
|                                 |                                      |  |                             | Alžběta Sasko-Hildburghausenská              |  |  |  |  |  |  |  |                                            |
|                                 |                                      |  |                             |                                              |  |  |  |  |  |  |  |                                            |
|                                 | královna Viktorie                    |  |                             |                                              |  |  |  |  |  |  |  |                                            |
|                                 |                                      |  |                             |                                              |  |  |  |  |  |  |  |                                            |
|                                 |                                      |  |                             | Arnošt Fridrich Sasko-Kobursko-Saalfeldský   |  |  |  |  |  |  |  |                                            |
|                                 |                                      |  |                             |                                              |  |  |  |  |  |  |  |                                            |
|                                 | František Sasko-Kobursko-Saalfeldský |  |                             |                                              |  |  |  |  |  |  |  |                                            |
|                                 |                                      |  |                             |                                              |  |  |  |  |  |  |  |                                            |
|                                 |                                      |  |                             | Žofie Antonie Brunšvicko-Wolfenbüttelská     |  |  |  |  |  |  |  |                                            |
|                                 |                                      |  |                             |                                              |  |  |  |  |  |  |  |                                            |
|                                 | Viktorie Sasko-Kobursko-Saalfeldská  |  |                             |                                              |  |  |  |  |  |  |  |                                            |
|                                 |                                      |  |                             |                                              |  |  |  |  |  |  |  |                                            |
|                                 |                                      |  |                             | Jindřich XXIV. Reuss-Ebersdorf               |  |  |  |  |  |  |  |                                            |
|                                 |                                      |  |                             |                                              |  |  |  |  |  |  |  |                                            |
|                                 | Augusta Reuss Ebersdorf              |  |                             |                                              |  |  |  |  |  |  |  |                                            |
|                                 |                                      |  |                             |                                              |  |  |  |  |  |  |  |                                            |
|                                 |                                      |  |                             | Karolina Ernestina Erbašsko-Schönberská      |  |  |  |  |  |  |  |                                            |
|                                 |                                      |  |                             |                                              |  |  |  |  |  |  |  |                                            |